# Verband gegen die Überhebung des Judentums
Der Verband gegen die Überhebung des Judentums wurde am 11. Februar 1912 von Ludwig Müller von Hausen gegründet. Der Verband war antisemitisch und gab die monatlich erscheinende Zeitschrift Auf Vorposten heraus. Deren Erscheinen wurde im Weltkrieg zunächst eingestellt, ab Juni 1916 erschien die Zeitung jedoch wieder. Zu den Verbandsmitgliedern zählten unter anderem Martin Bormann, Alfred Rosenberg, Fritz Bley und Ernst zu Reventlow vom Alldeutschen Verband, Theodor Goulbier und Wilhelm Herrmann von den völkischen Turnvereinen Berlins und Brandenburgs, Wilhelm Kube vom Deutschvölkischen Studentenverband, Oskar Thomas vom Deutschnationalen Handlungsgehilfen-Verband, Karl August Hellwig von der Deutschsozialen Partei und Reinhold von Lichtenberg, der mit Müller von Hausen die Leitung des Verbandes übernahm. Der Verband publizierte eine deutsche Fassung der Protokolle der Weisen von Zion und schloss sich 1919 dem Deutschvölkischen Schutz- und Trutzbund an.